# アントニオ・デ・カベソン
アントニオ・デ・カベソン（Antonio de Cabezón, 1510年3月30日 - 1566年3月26日）は、スペインのルネサンス音楽の作曲家・オルガニスト。幼児期に失明した。オルガンのためのティエントで有名。多くの作品が出版譜のかたちで現存する。カベソンの作品は、現存する初期のオルガン作品の一つである。

## 生涯
現在のカスティーリャ・イ・レオン州ブルゴス県カストリージョ・モタ・デ・フディオスに生まれた。パレンシアでオルガニストGarcía de Baezaによる教育を受けた。カルロス1世、のちにはフェリペ2世の主任オルガニストとして、2度にわたってヨーロッパを旅行し（1548~1551 ナポリ、ミラノ、ドイツ諸国、ネーデルランドと1554~1556 ロンドン）、他の宮廷に仕える主要な音楽家たちと親交を持った。このような相互交流によってカベソンはスペインの鍵盤音楽に多大な貢献をすることができた。結婚後1538年に妻の故郷であるAvilaに移った。5人の子供はフェリペ2世治下のスペイン宮廷で高い地位に就いた。マドリッドへの遷都に伴い移住し、死ぬまでそこに留まった。

## 作品
作品には多くのIntabulations（ジョスカン・デ・プレなどのポリフォニー声楽を鍵盤楽器に編曲したもの）、ティエント、ディフェレンシアスがある。
生前に40曲がVenegas de Henestrosaの編纂したLibro de cifra nueva (Alcalá de Henares, 1557)に収められ出版されたが、大部分は彼の死後、息子のエルナンドによってObras de música para tecla, arpa y vihuela (Madrid, 1578)として刊行された。この中に収められた275曲のほとんどが、オルガンないし他の鍵盤楽器のためのものである。撥弦楽器とアンサンブルのための器楽曲、歌曲も作曲したが、今はただ1曲の歌曲が残っているのみである（Cancionero de la Casa de Medinaceli中のInvocación a la letanía）。クエンカのカテドラルに所蔵された1611年の楽譜目録にカベソン作のミサ曲が載っているが、おそらく他の多くの曲もそうだったように、曲そのものは失われた。

## ティエント
ティエントはイベリア半島で誕生したポリフォニー様式の器楽であり、tastar de corde（即興的な前奏）とリチェルカーレ（即興的前奏、後に発達して厳格な模倣対位法による作曲法）に関連づけられて来た。カベソン作の29のティエントが現存している。うち14曲がLibro de cifra nuevaに収められているが、これらはすべて長い音価で書かれており、模倣対位法と非模倣的な部分が交互に現れる。通常3ないし4つの主題があり、最初の主題がもっとも展開される。非模倣的な部分では頻繁に、拡張された2重奏、オスティナートに変化して行く動機といった、当時のこの分野としてはまれな技法が用いられている。別の12曲がObras de músicaに収められており、6曲は若い頃のもの、6曲は晩年のものである。初期の作品が多くの点でLibro de cifraに収められた作品に似る一方で、後期のティエントはより短い音価、より長く特徴的な主題を用いる傾向があり、多くの特徴がバロック音楽を先取りするものとなっている。